# L'art de tocar el clavicèmbal
L'art de tocar el clavicèmbal (en francés: L'Art de toucher le clavecin) és una obra educativa del compositor i clavecinista François Couperin, publicada l'any 1716. Més tard, al 1717, se'n feu una edició revisada.

## Orígens
Fins i tot abans de la mort, al 1679, del seu pare, Charles, organista a l'església de Sant-Gervais-Sant-Protais, François Couperin havia demostrat un gran talent musical. En morir son pare, Michel Richard Delalande assumí el càrrec com a interí, mentre que els superiors de l'església, que s'havien assegurat que François, llavors d'onze anys, succeís son pare com a organista, li destinaren els fons necessaris per a la formació posterior en estudis musicals, però no pas per a cap preparació cultural general. L'ús d'un llenguatge familiar i la dificultat per a expressar conceptes complexos d'una manera tècnica en l'escriptura de L'art de tocar el clavicèmbal són un reflex d'aquesta bretxa. Segons Olivier Baumont en la seua obra Couperin, le musicien des rois, (pàg. 76), "alguns consideren hui confús el pla i l'estil de l'obra, amb els consells pedagògics disposats a la babalà".

## Edicions
No hi ha pas cap còpia autògrafa coneguda d'aquest tractat; sí, però, còpies supervivents de totes dues versions editades en vida de l'autor. L'edició del 1716 inclou vuit preludis i una alemanda original, exercicis de tècnica i instruccions, notes sobre la digitació per a passatges de Pièces de clavecin i un assaig sobre ornamentació. L'edició del 1717 conté un nou prefaci i un suplement que descriu la digitació del segon volum de Pièces de clavecin.
En la 1a edició del seu Segon llibre de peces de clavicèmbal, publicat el 1717, Couperin informa als compradors de l'Art de tocar el clavicèmbal del 1716 que li'l podien retornar per a un intercanvi gratuït amb l'exemplar del 1717, que tenia un nou prefaci i un suplement relatiu a les digitacions dels punts difícils del Segon llibre acabat d'editar. És per això que les còpies de la primera edició són molt rares.

## Descripció
Couperin escrigué aquest tractat, publicat per primera vegada l'any 1716, després del Segon llibre de peces de clavecí, per a ensenyar als teclistes la pràctica de l'execució, sobretot per a les Pièces de Clavecin, i assenyala en el prefaci que els principis eren "absolutament necessari per tenir èxit en l'execució de les meues peces". El renovat interés per la música antiga la va convertir en una de les principals fonts del sistema de digitació del teclat prevalent a l'Europa barroca. Considerat un dels tractats de música barroca més significatius que ens han arribat, aquesta obra il·lustra l'ornamentació utilitzada en l'època.
L'art de tocar el clavicèmbal és una de les darreres obres, juntament amb el Segon llibre de peces de clavicèmbal, publicat l'any 1719 per Nicolas Siret, que conté preludis sense mesura, a l'estil antic. Tanmateix, els signes de ritme i metre s'hi donen amb finalitats d'instrucció.

A més a més dels preceptes fonamentals per a la primera aproximació al clavicèmbal per part dels xiquets i xiquetes, els exercicis bàsics, les recomanacions als professors i les famílies de l'alumnat i l'ensenyament dels principis d'interpretació, Couperin hi inclou vuit preludis simples i una alemanda, exercicis tècnics, exemples i taules explicatives sobre els ornaments. L'alemanda es compon d'una invenció a dues veus sobre el model del cànon, mentre que els preludis, pràcticament improvisats, són les millors obres d'aquesta forma de Couperin.